# Helmut Angula
Helmut Kangulohi Angula (* 11. November 1945 in Ontananga, Südwestafrika) ist ein namibischer Politiker (SWAPO) und Autor. 
Angula wuchs bei Olukonda auf und trat 1963 als 18-Jähriger der SWAPO bei. Er übernahm anfangs Schlüsselfunktionen bei der Öffentlichkeitsarbeit der Organisation, ging jedoch bereits 1966 ins Exil nach Botswana und wenig später nach Sambia. Nach absolviertem Abitur in Kabwe (1969) gelangte er über politische Kontakte erst nach Kuba und Anfang der 1970er Jahre in die UdSSR. In Kuba erlangte Helmut Angula an der Akademie des Außenministeriums Kubas ein Diplom in Internationale Beziehungen und in der Sowjetunion einen Master of Science in Biologie an der Staatlichen Universität Woronesch (1975). 
Nach dem Studium kehrte er nach Nyango, Sambia zurück und wurde 1976 ins Zentralkomitee der SWAPO gewählt und wurde später Mitglied des Politbüro der Partei. Angula war 1989 Mitglied der Verfassungsgebenden Nationalversammlung, und von 1990 bis 2005 Mitglied der Nationalversammlung. Während dieser Zeit war er Minister in verschiedenen Ressorts: 
- Minister für Fischerei (1991–1995)
- Minister für Finanzen (1995–1996)
- Minister für Landwirtschaft, Wasser und Ländliche Entwicklung (1996–2005)
- Minister für Öffentliche Arbeiten und Verkehr (2008–2010)

1988 veröffentlichte er den autobiographischen Roman Die zweitausend Tage des Haimbodi ya Haufiku, der vom namibischen Unabhängigkeitskampf in den Jahren 1966 bis 1975 erzählt.
Während seiner politischen Laufbahn kam er in der Vergangenheit wegen seiner konservativen Haltung und abwertenden Äußerungen gegenüber Homosexuellen und emanzipierten Frauen in Verruf. Helmut Angula ist verheiratet und hat drei Kinder.